# Pando (träd)
| Pando |
| --- |
| Den ungefärliga arealen som Pando täcker i grönt. - Betydelse – asp-klon i Utah i USA - Ålder – minst 14 000 år - Storlek – 43,6 hektar (största organismen på jorden) - Vikt – 6 000 ton |

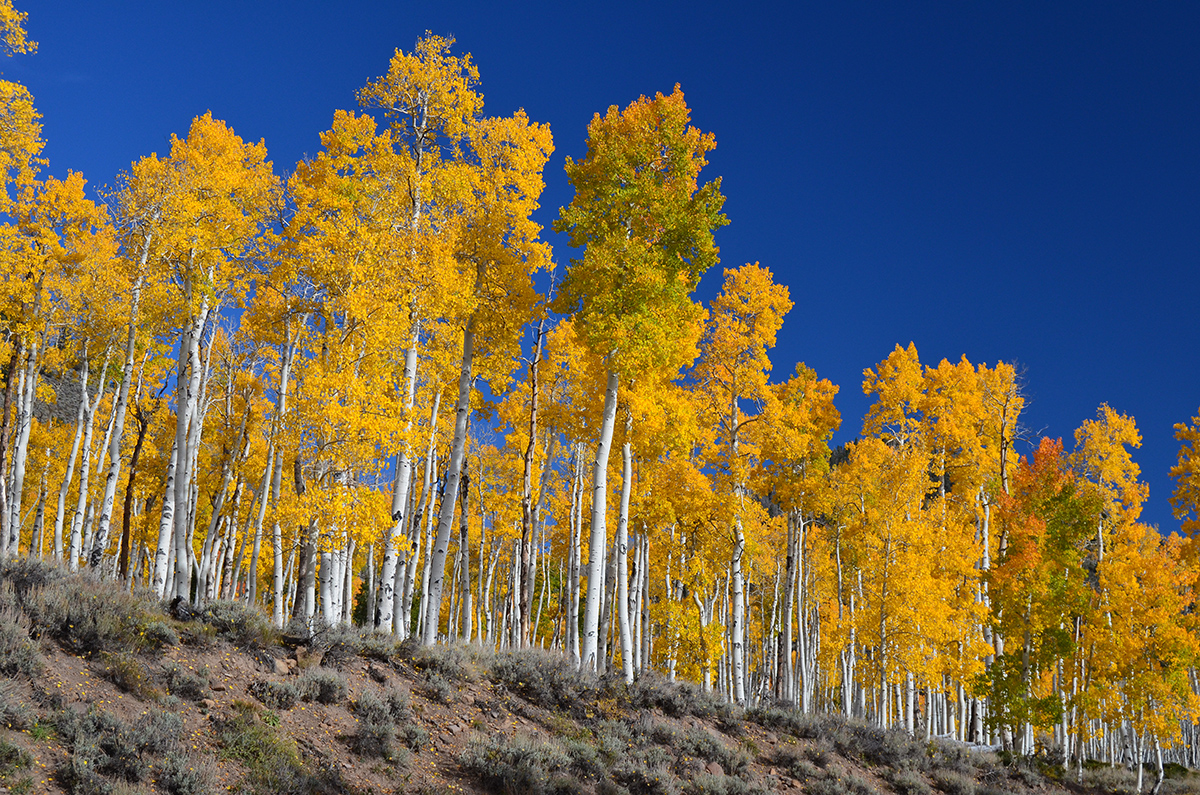
Pando-dunge i Fishlake National Forest.

Pando (latin för 'Jag sprider'), även känd som The Trembling Giant, är en klonad koloni av ett hanträd av amerikansk asp (Populus tremuloides). Med sin storlek på 43,6 hektar och minst 14 000 år nämns Pando som den kanske största och en av de äldsta organismerna på jorden, och den antas ha ett massivt centralt rotsystem. 

## Bakgrund
Trädet är beläget i Fremont River Ranger-distriktet i Fishlake National Forest, på den västligaste delen av Coloradoplatån i den södra delen av Utah. Den ligger strax sydväst om Fish Lake. Pandos vikt antas vara motsvarande 6 000 ton. Rotsystemet beräknas vara flera tusen år gammalt,
Pandos överlevnadschanser är osäkra, delvis beroende på en kombination av torka, mänsklig verksamhet, bete och brandbekämpning. Organisationen The Western Aspen Alliance studerar trädet i ett försök att rädda det, i samarbete med United States Forest Service. Delar av Pandos utbredningsområde saknar stängsel runtom, och betande djur har förhindrat Pando från att gro fram tillräckligt många ungstammar för att helt och fullt ersätta de befintliga stammarna allteftersom de dör. Denna minskning i trädförnyelsen inleddes på 1980-talet och har i första hand förorsakats av svartsvanshjort. Trädet betas också av tamboskap (Bos taurus) och vapiti.